# Luiz Barretto Filho
Luiz Eduardo Pereira Barretto Filho (São Paulo, 1962) foi diretor presidente do Sebrae Nacional.
Luiz Barretto Filho é formado em sociologia pela Pontifícia Universidade Católica (PUC) de São Paulo. Foi diretor presidente do Sebrae Nacional de fevereiro de 2011 a outubro de 2015. Antes disso, já havia atuado na instituição, entre março de 2005 e março de 2007, como gerente nacional de Marketing e Comunicação.
Foi Ministro do Turismo no período de setembro de 2008 a dezembro de 2010. Exerceu o cargo interinamente entre junho e setembro de 2008. Também foi secretário executivo do Ministério entre março de 2007 e junho de 2008. 
Sua vida pública teve início na década de 1980, na Fundação Seade (Sistema Estadual de Análise de Dados) e no Cedec (Centro de Estudos de Cultura Contemporânea), ambos de São Paulo. Exerceu funções de direção nas prefeituras de São Paulo, São Vicente e Osasco, onde foi secretário de Indústria, Comércio e Abastecimento. No PT (Partido dos Trabalhadores), foi secretário‐adjunto da SNAI (Secretaria Nacional de Assuntos Institucionais) do Diretório Nacional.
A frente do Sebrae, Barretto focou no empreendedorismo como forma de redução da desigualdade social do Brasil, com especial oportunidade de crescimento para jovens e mulheres.